# 브로큰 서클
브로큰 서클(영어: The Broken Circle Breakdown)은 2012년 공개된 벨기에의 드라마 영화이다. 펠릭스 반 그뢰닝엔가 감독하고 요한 헬덴베르그와 미커 돕벨스의 연극을 기반으로 반 그뢰닝엔이 칼 주스와 공동 각본을 썼다.
이 영화는 2012년 10월 10일 개봉되었고, 영화는 큰 화제를 일으키며 평론가들에 호평을 받아, 제86회 미국 아카데미상에서 최우수 외국어영화상에 벨기에 출품작으로 선정되었고, 최우수 외국어영화상에 최종 후보에 지명되었다. 영화는 또한 제39회 세자르상 최우수 외국어영화상을 수상했다. 2013 럭스상을 수상했다.

## 출연

### 주연
- 벨 배턴스
- 요한 헬덴베르그

### 조연
- 게르트 반 람펠베르그
- 얀 비보엣
- 로비 클레이렌
- 블랑카 헤르만
- 얀 하머넥커

## 기타
- 공동제작: 아놀드 헬스렌펠드
- 공동제작: 프란스 반 게스텔